# Kościół Niepokalanego Serca Najświętszej Maryi Panny w Sierszewie
Kościół Niepokalanego Serca Najświętszej Maryi Panny w Sierszewie – katolicki kościół filialny z 1847 roku, zlokalizowany w Sierszewie, w gminie Żerków, w powiecie jarocińskim.

## Historia
Kościół wzniesiony został w 1847 roku przez gminę ewangelicko-augsburską w Pleszewie jako świątynia filialna. Opuszczenie okolicy przez ludność niemiecką po II wojnie światowej spowodowało przejście kościoła pod zarząd państwa. Poznański urząd likwidacyjny przekazał świątynię archidiecezji gnieźnieńskiej w maju 1948. Poświęcenie nastąpiło 27 czerwca 1948 roku. W 1953 dostosowano do potrzeb liturgii posoborowej. Kościół w Sierszewie jest kościołem filialnym Parafii św. Józefa Rzemieślnika w Strzydzewie (powiat pleszewski, dekanat czermiński).

## Architektura i wystrój
Świątynia jest budowlą murowaną, jednonawową. Do prezbiterium przylega zakrystia. Kościół kryty dwuspadowym dachem z wieżyczką. Z zewnątrz ściany budynku zdobi boniowanie, okna zamknięte są półkoliście. Strop nawy jest drewniany. W ołtarzu głównym znajduje się obraz Jezusa Chrystusa Zbawiciela. W ołtarzu bocznym gipsowa figura Niepokalanego Poczęcia Najświętszej Maryi Panny. Przy wejściu znajdują się figury św. Antoniego Padewskiego i św. Alojzego.